# Slow watch
Slow watch es una línea de relojes analógicos con indicación de 24 horas fabricados por la compañía Slow watches, con sede en Hamburgo (Alemania).

## Relojes
Los relojes fabricados por Slow watches tienen un diseño minimalista, con una sola manecilla. Las esferas marcan las 24 horas en lugar de las 12 horas tradicionales, con las 12 del mediodía en la parte superior. Están disponibles en más de 15 estilos diferentes, con cajas tanto octogonales como redondas. Los guiones en la esfera representan los cuartos de hora, a diferencia de las marcas habituales por minuto.

## Historia
La empresa Slow watches fue fundada por Corvin Lask y Christopher Noerskau, con la colaboración de los diseñadores de relojes suizos Gabriele Guidi y May Margot. Comenzaron a desarrollar la empresa en 2011 y abrieron sus puertas en 2013. Lask y Noerskau querían crear un reloj que recordara a la gente que debía apreciar su tiempo disponible.

## Recepción
En 2015, GQ nombró a los relojes Slow como uno de los "100 mejores del mundo en este momento", describiéndolos como "hermosamente resistentes" y de "calidad fantástica". Los relojes Slow se incluyeron en el año 2015 en las bolsas de regalo de la 87.ª edición de los Premios Óscar que se entregaron a los asistentes a la ceremonia.